# Alexander Ross Clarke
Alexander Ross Clarke, född 16 december 1828 i Reading, Berkshire, död 11 februari 1914 i Strathmore, Reigate, Surrey, var en brittisk geodet.
Clarke tjänstgjorde som överste i USA:s ingenjörstrupper och gjorde banbrytande insatser för bestämning av jordens, geoidens form och storlek genom mätningar på många platser på jorden.